# جولي فورست
جولي فورست (بالإنجليزية: Julie Forrest)‏ هي لاعبة بولينغ بريطانية، ولدت في 3 نوفمبر 1968.